# Glückauf Habbelrath-Grefrath
Glückauf Habbelrath-Grefrath (offiziell: Sportfreunde Glückauf Habbelrath-Grefrath 1920 e. V.) ist ein Sportverein aus dem Frechener Stadtteil Habbelrath im Rhein-Erft-Kreis. Die erste Fußballmannschaft spielte fünf Jahre in der höchsten mittelrheinischen Amateurliga.

## Geschichte
Der Verein entstand am 30. August 1950 durch die Fusion des im Jahre 1920 gegründeten Grefrather Sportclubs mit dem 1946 gegründeten Habbelrather Spielverein. Die Vereinsfarben waren zunächst grün-schwarz und wurden 1962 in gelb-blau geändert. Der neu gegründeten Verein übernahm den Platz des Habbelrather Spielvereins in der Bezirksklasse und wurde 1951 und 1953 jeweils Vizemeister hinter dem SC Balkhausen-Türnich bzw. Alemannia Lendersdorf. Schließlich gelang im Jahre 1955 der Aufstieg in die Landesliga, der seinerzeit höchsten Amateurliga am Mittelrhein.
Gleich in der Aufstiegssaison 1955/56 sicherte sich Glückauf den vierten Platz und schaffte die Qualifikation für die neu geschaffene Verbandsliga Mittelrhein. In der Auftaktsaison 1956/57 sicherten sich die Habbelrather Platz vier und erreichten ihren sportlichen Zenit. In den folgenden Jahren rutschte die Mannschaft ins Mittelmaß zurück und musste 1960 aus der Verbandsliga absteigen. Der direkte Wiederaufstieg wurde als Vizemeister hinter dem Lokalrivalen SpVg Frechen 20 verpasst. Im Jahre 1965 stieg die Mannschaft in die Bezirksklasse ab, schaffte 1970 den Wiederaufstieg. Drei Jahre später ging es für Glückauf erneut runter in die Bezirksklasse, bevor im Jahre 1979 der Gang in die Kreisliga A folgte.
Nach Vizemeisterschaften in den Jahren 1981 bis 1983 schafften die Habbelrather 1985 die Rückkehr in die Bezirksliga und wurden in der Aufstiegssaison Vierter. Danach setzte eine langsame Talfahrt ein. Im Jahre 1990 ging es zurück in die Kreisliga A, ehe im Jahre 2001 der Abstieg in die Kreisliga B folgte. 2007 wurde mit dem Abstieg in die unterste Spielklasse, der Kreisliga C der sportliche Tiefpunkt erreicht. Die 2010er Jahre brachten die sportliche Wende. Im Jahre 2010 gelang der Aufstieg in die Kreisliga B. Im Jahre 2013 gelang den Habbelrathern die Rückkehr in die Kreisliga A – nach zwei Saisons folgte allerdings der erneute Abstieg in die Kreisliga B – ehe in der Folgesaison der Wiederaufstieg in die Kreisliga A perfekt gemacht werden konnte. 
In der Saison 2016/17 sicherten sich die Habbelrather die Kreismeisterschaft und kehrten damit nach fast 30 Jahren in die Bezirksliga zurück. Fünf Jahre später zog der Verein die Mannschaft während der Saison zurück.

## Persönlichkeiten
- Gerd Strack